# Borgmästare Skyttes park

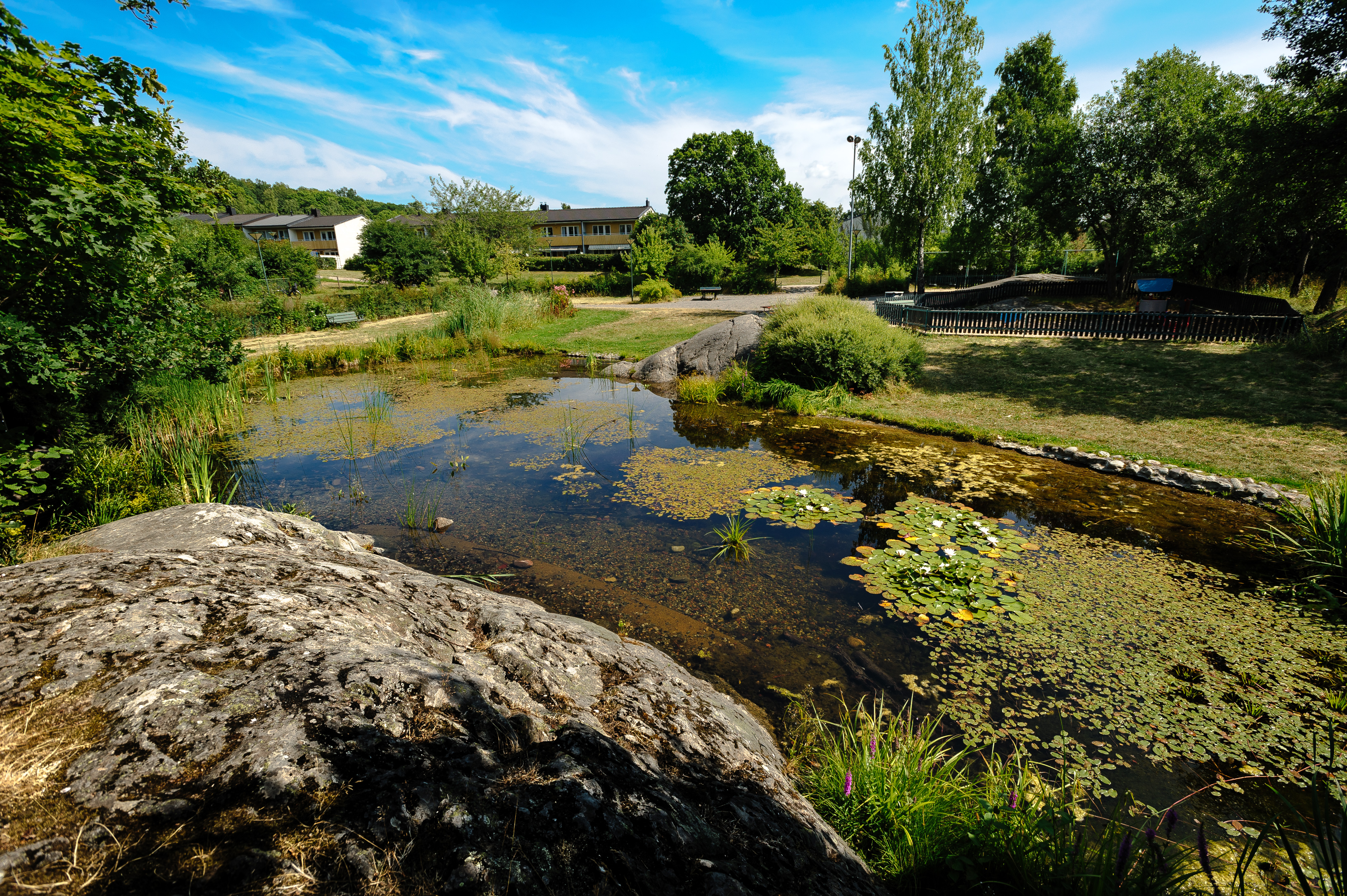
Vy från dammen, 2013

Borgmästare Skyttes park är en park i Sätra i Söderort inom Stockholms kommun.

## Historik
Parken har fått sitt namn efter Lars Bengtsson Skytte, borgmästare i Nyköping och tidigare ägare av närbelägna Sätra gård. Namnet tillkom på förslag av fru Wendela Skytte-Sjöberg (1883-1967), vars förslag innefattade en uppkallning medelst en gata men då namnet Skytte redan ingick som gatunamn föreslogs så istället en park inom området. Namnet beslöts av namnberedningen 1963 och fastställdes i gällande stadsplan från 1964.
I parkens östra del finns en spegeldamm som ursprungligen var kvarndammen för den intill liggande Sätra gårds kvarn, en vattenkvarn som brann ner i slutet av 1960-talet. Parken sträcker sig därifrån västerut och följer Sätraån.